# Закаменная (Забайкальский край)
Закаменная — село в Газимуро-Заводском районе Забайкальского края России. Входит в состав сельского поселения «Батаканское».

## География
Село находится в центральной части района на расстоянии примерно 70 километров (по прямой) на север-северо-восток от села Газимурский Завод. 
Климат
Климат характеризуется как резко континентальный с продолжительной морозной зимой и тёплым летом. Средняя температура воздуха самого холодного месяца (января) составляет −26 — −34 °C; средняя температура самого тёплого месяца (июля) — 15 — 19 °C. Среднегодовое количество атмосферных осадков составляет 350—400 мм.
Часовой пояс
Село Закаменная находится в часовой зоне МСК+6. Смещение применяемого времени относительно UTC составляет +9:00.

## История
Основано в 1779 году крестьянами, приписанными к Газимурскому сереброплавильному заводу. Позднее относилось к станице Актагучинской Забайкальского казачьего войска. В 1930 году, в ходе коллективизации, был образован колхоз «Хлебороб». С 1970 года в селе находилось отделение совхоза «Батаканский».

## Население
Постоянное население составляло 115 человек в 2002 году (русские 100%), 77 человек в 2010 году.

## Инфраструктура
В селе функционируют начальная школа и клуб.